# Isole Izvestnjakovye
Le isole Izvestnjakovye (in russo Островa Известняковые, ostrov Izvestnjakovye, in italiano "isole di calcare") sono un gruppo di isole russe che fanno parte dell'arcipelago di Severnaja Zemlja e sono bagnate dal mare di Kara.
Amministrativamente fanno parte del distretto di Tajmyr del Territorio di Krasnojarsk, nel Distretto Federale Siberiano.

## Geografia
Le isole sono situate nella parte occidentale dello stretto dell'Armata Rossa (пролив Красной Армии, proliv Krasnoj Armii), quasi alla sua confluenza con lo stretto Junyj (пролив Юный, proliv Junyj), tra le grandi isole di Komsomolec a nord e della Rivoluzione d'Ottobre a sud-est.
Si tratta di tre isole di dimensioni medio-piccole:
- L'isola Bol'šoj Izvestnjakovyj è in realtà composta da due isole divise da uno stretto ampio 300 m. L'isola occidentale è la più grande e misura 6,9 km di lunghezza e 4,1 km di larghezza; su di essa si trova anche il punto più alto dell'intero gruppo (69 m s.l.m.) L'isola orientale misura invece 4,7 km di lunghezza e 2,75 di larghezza.
- L'isola Gorbatyj è la seconda isola per grandezza, si trova al centro del gruppo, 1,6 km a sud di Bol'šoj Izvestnjakovyj, e misura 1,6 km di lunghezza e 700 m di larghezza.
- L'isola Kruglyj è la più piccola, ha una forma circolare e un diametro di 1,7 km, e dista 500 m dalla costa dell'isola della Rivoluzione d'Ottobre.

## Isole adiacenti
- Isola Poterjannyj (остров Потерянный, ostrov Poterjannyj), a sud.